# Sojus 36
Sojus 36 ist die Missionsbezeichnung für den am 26. Mai 1980 gestarteten Flug eines sowjetischen Sojus-Raumschiffs zur sowjetischen Raumstation Saljut 6. Es war der zehnte bemannte Besuch eines Sojus-Raumschiffs bei dieser Raumstation und der 57. Flug im sowjetischen Sojusprogramm. 

## Besatzung

### Startbesatzung
- Waleri Nikolajewitsch Kubassow (3. Raumflug), Kommandant
- Bertalan Farkas (1. Raumflug), Bordingenieur ( Ungarn)

Kubassow war damit der siebte Kosmonaut, der es auf drei Raumflüge brachte.

### Ersatzmannschaft
- Wladimir Alexandrowitsch Dschanibekow, Kommandant
- Béla Magyari, Bordingenieur ( Ungarn)

### Rückkehrbesatzung
- Wiktor Wassiljewitsch Gorbatko (3. Raumflug), Kommandant
- Phạm Tuân (1. Raumflug), Bordingenieur ( Vietnam)

## Missionsüberblick
Die Besuchsmannschaft Saljut 6 EP-5 (russisch экспедиция посещения-5, Besuchsmannschaft-5) der Raumstation Saljut 6 war zugleich die fünfte internationale Mannschaft im Interkosmos-Programm, diesmal mit ungarischer Beteiligung. Der Flug war nach den Problemen mit dem Haupttriebwerk von Sojus 33 von Juni 1979 auf Mai 1980 verschoben worden.
Kubassow und Farkas besuchten die vierte Stammbesatzung Saljut 6 EO-4, Leonid Popow und Waleri Rjumin. Sie kehrten am 3. Juni 1980 mit Sojus 35 zur Erde zurück, während Sojus 36 als Rettungsraumschiff an Saljut 6 angekoppelt blieb. Am Tag danach setzten Popow und Rjumin das Raumschiff vom hinteren zum vorderen Kopplungsstutzen der Raumstation um. Erstmals flogen Kosmonauten ein Raumschiff, mit dem sie nicht gestartet waren, und das auch nicht für ihre Landung vorgesehen war.
Nach Ablauf von zwei Monaten konnte Sojus 36 nicht länger als Rettungsschiff vorgehalten werden. Der Weltraumveteran Wiktor Gorbatko und der Vietnamese Phạm Tuân lieferten mit Sojus 37 ein neues Raumschiff an die Station und brachten Sojus 36 zur Erde zurück.